# یاک ساموئلس
یاک ساموئلس (هلندی: Jack Samuels؛ ۲۹ مارس ۱۹۱۸ – ۱۲ سپتامبر ۲۰۰۱) بازیکن فوتبال اهل هند شرقی هلند بود.
وی همچنین در تیم ملی فوتبال هند شرقی هلند بازی کرده‌است.